# 대방초등학교 실안분교
대방초등학교 실안분교는 대한민국 경상남도 사천시 해안관광로 52 (실안동)에 있었던 초등학교이다.

## 연혁
- 1940년 5월 25일 삼천포일출공립심상소학교 부설 실안간이학교 인가
- 1943년 8월 23일 실안공립국민학교 인가
- 1963년 2월 28일 영복분교장 설립인가
- 1973년 8월 30일 콘크리트 2층 6교실 개축 준공
- 1981년 3월 9일 병설유치원 개원
- 1982년 3월 1일 마도분교장, 저도분교장 편입
- 1994년 2월 19일 제46회 졸업식(졸업생 1,523명)
- 1995년 3월 1일 영복분교장 본교로 통폐합
- 1996년 3월 1일 실안초등학교로 교명 변경
- 1998년 3월 1일 저도분교장 본교로 통폐합
- 1999년 3월 1일 대방초등학교 실안분교장으로 개편
- 2004년 3월 1일 폐교